# 李長茂
李長茂（韓語：이장무，1945年5月14日—），韩国前首尔大学校长，大学教授。

## 生平
本贯牛峰（在黄海道金川郡），1945年出生于首尔，先后毕业于京畿高中，首尔大学机械工学系，汉城大学研究生院，美国爱荷华州立大学研究生院。1976年开始在首尔大学担任机械航空工程系教授。1997年至2002年任理工大学校长，1999年至2005年任产业技术评价院理事长，2007年至2008年任韩国大学教育协议会第13届会长，2006年至2010年任第24届首尔大学校长。目前担任气候变化中心理事长兼财团法人。

## 荣誉
- 罗马尼亚巴比什-波雅依大学（Babes-Bolyai University）名誉工学博士

## 家庭关系
- 爷爷：李丙燾（이병도）
- 伯父：李基寧（이기령）
- 父：李春寧（이춘녕）
- 叔父：李泰寧（이태령）
- 叔父：李東寧（이동녕）
- 弟弟：李健茂（이건무）
- 姑父：張旭鎭（장욱진）
- 9堂叔：李御寧（이어령），首尔大学国文系学士、硕士，檀国大学国文系博士。1990年至1991年任文化部长官
- 9堂婶：姜仁淑（강인숙），大韩民国的女性文学评论家、随笔家、翻译文学家，淑明女子大学研究生院文学博士，建国大学名誉教授兼影印文化馆馆长。
- 族戚：李允用（이윤용）